# Água Azul do Norte
Água Azul do Norte è un comune del Brasile nello Stato del Pará, parte della mesoregione del Sudeste Paraense e della microregione di Parauapebas.